# US 708

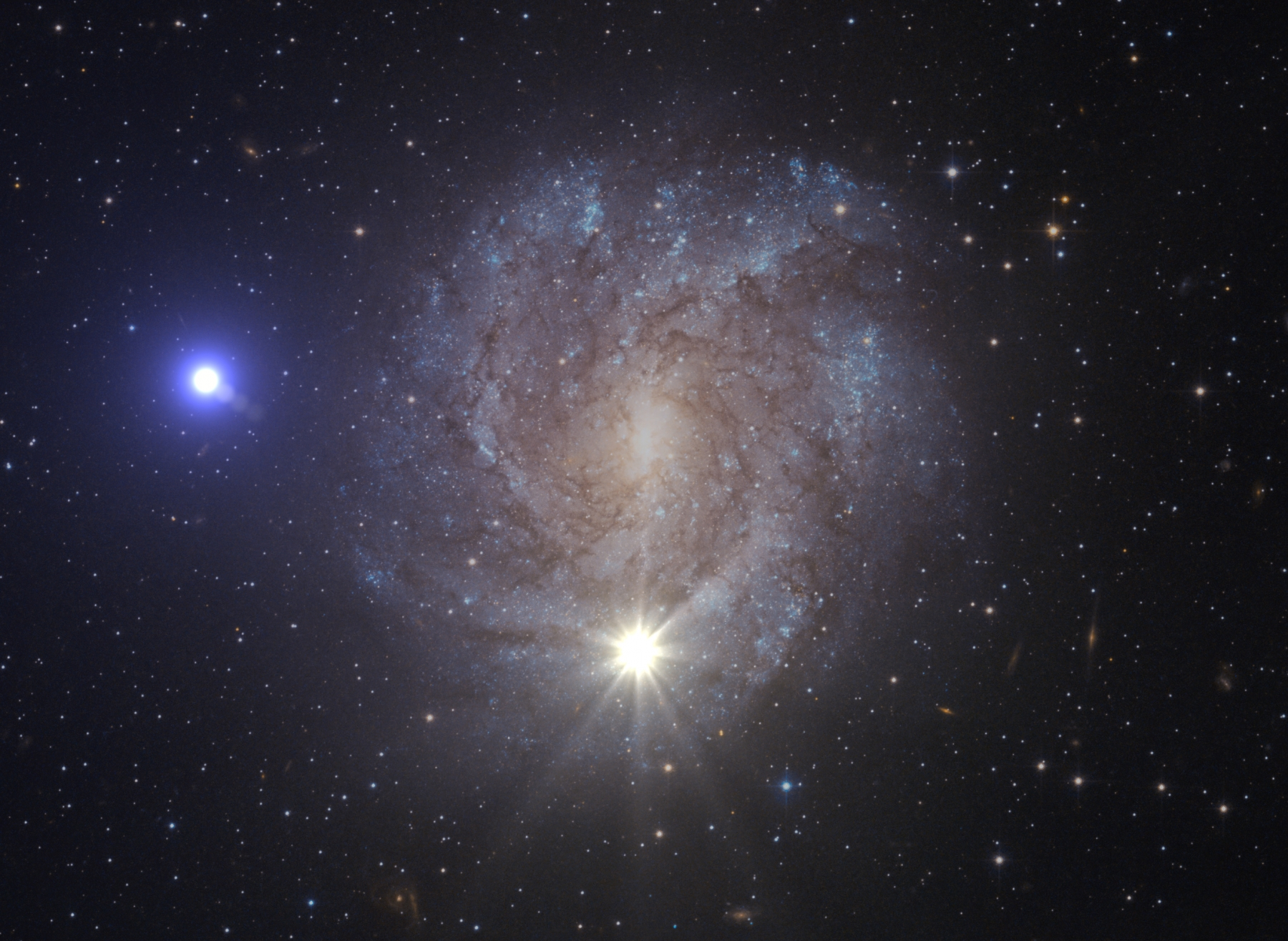
US 708想像圖（左側藍色恆星）。

US 708是一顆位於銀河系的超高速運動次矮星，位於大熊座。該恆星是銀河系中運動最快的恆星之一，發現於1982年。

## 發現
1982年，宾夕法尼亚州立大学的天文學家彼得·烏舍爾（Peter Usher）於銀河系的銀暈中發現了 US 708這個藍色黯淡天體。史隆數位巡天於 2005年再次對它進行觀測。

## 研究
2015年，欧洲南方天文台的天文學家史蒂芬·蓋爾（Stephan Geier）領導的團隊在《科學》期刊發表US 708在銀河系中速度達到每秒1200公里，為至今銀河系中運動速度最快者的論文。使它如此高速的原因最初被懷疑跟銀河系中心的超大質量黑洞有關。但最新研究發現它曾經在1400萬年前穿過銀河系盤面，因此它並不是來自銀河系中心區域；這代表它的高速運動原因也許不是因為黑洞。最新研究則認為US 708可能曾經是一對密近聯星的其中一顆成員星。
當US 708仍為紅巨星時，它的伴星已經成為白矮星。當白矮星從US 708的外層吸積氣體時，兩者的相對軌道將會改變。接著，白矮星的質量到達錢德拉塞卡極限，成為Ia超新星，使US 708被高速彈射；而不是星系中心的黑洞使它達到如此高速。對US 708進行最新觀測的團隊推論US 708環繞的白矮星質量與太陽相當，並且軌道週期小於10分鐘。

## 結構
US 708是一顆高速自轉，且擁有被認為來自原先和伴星交互作用而生成的厚層氦層恆星。這類主要組成成分為氦的恆星一般被認為是巨大恆星失去以氫為主的外層後所殘留。蓋爾的團隊描述US 708是「銀河系中最快的不受約束恆星」。並且使用位於夏威夷的口徑10米望遠鏡凱克Ⅱ的階梯式攝譜儀與成像儀觀測，發現它的速度已經超過了銀河系的逃逸速度。